# جوني بوند
جوني بوند (بالإنجليزية: Johnny Bond)‏ هو مغن مؤلف ومغني وعازف قيثارة أمريكي، ولد في 1 يونيو 1915 في أوكلاهوما في الولايات المتحدة، وتوفي في 12 يونيو 1978 بسبب نوبة قلبية.

## وصلات خارجية
- جوني بوند على موقع IMDb (الإنجليزية)
- جوني بوند على موقع ميوزك برينز (الإنجليزية)
- جوني بوند على موقع إن إن دي بي (الإنجليزية)
- جوني بوند على موقع أول ميوزيك (الإنجليزية)
- جوني بوند على موقع ديسكوغز (الإنجليزية)
- جوني بوند على موقع قاعدة بيانات الفيلم (الإنجليزية)